# Халіме Хатун
Халіме Хатун (осман. حلیمه خاتون; пом. пр. 1281) — ймовірна дружина Ертогрула і мати засновника Османської імперії Османа I.

## Біографічні дані

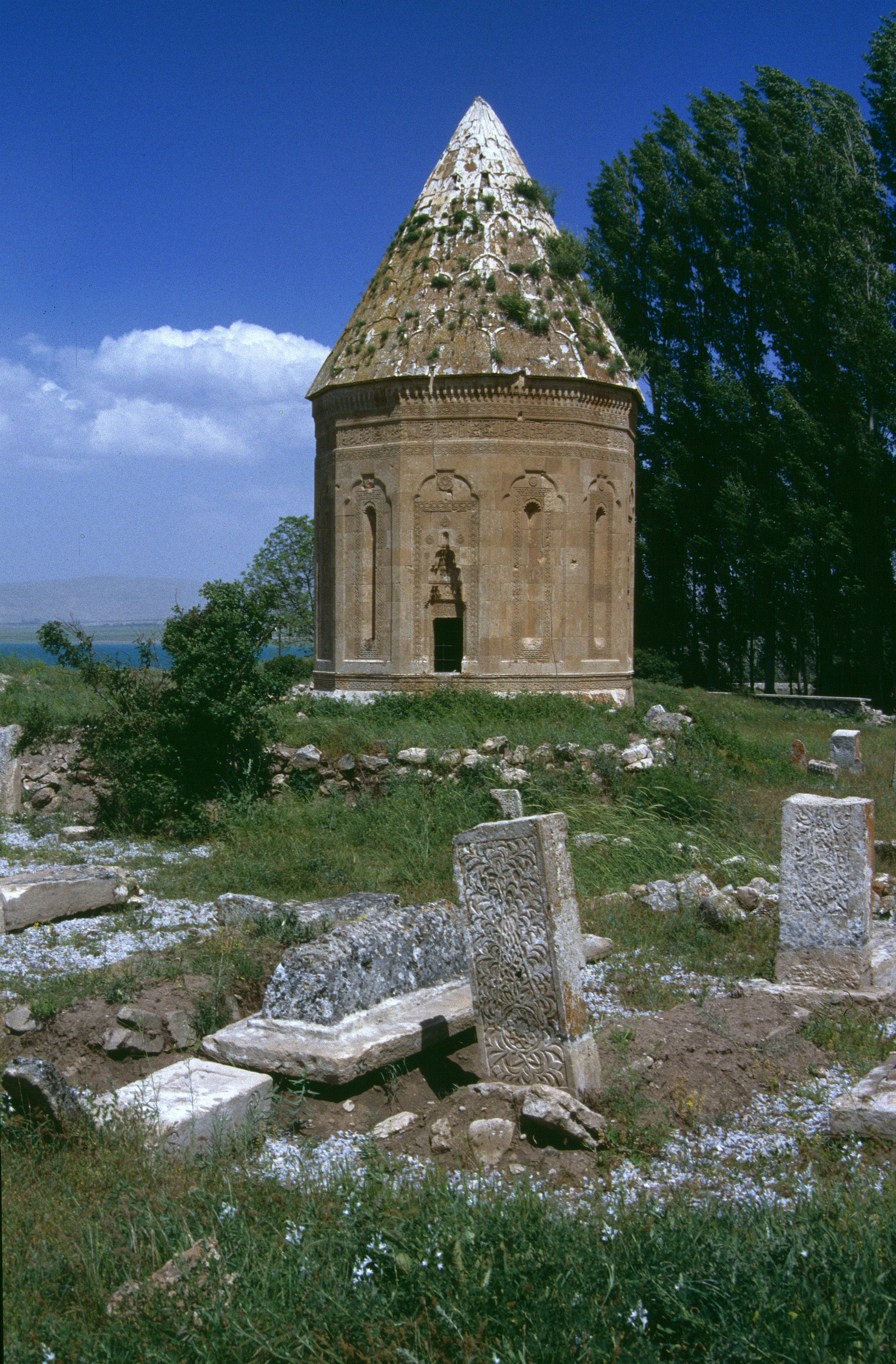
Гробниця Халіме Хатун у Геваші.

Ім'я матері Османа не називає жоден із хроністів. Ім'я Халіме не згадуються в статті Ісламської енциклопедії про Ертогрула і про Османа. Ентоні Алдерсон вказує, що мати Османа була припущеною туркменкою, не називаючи її ім'я.
Сучасних Осману історичних джерел не було, про його життя практично немає фактичної інформації. Практично всі документи виявилися пізніми фальшивками. Усі відомості про Османа та його пращурів засновані на усних переказах та легендах про нього, що виникли і склалися набагато пізніше за його життя. З османських джерел найранішою, що дійшла до нас є — Хроніка османського будинку (Тева-ріх-і аль-і Осман) Ашикпашазаде, розпочата в 1476 році. Дослідники вважають, що відокремити дійсність від вигадки в розповідях про початковий період османської історії вкрай складно, якщо це взагалі можливо. Колін Імбер писав, що багато розповідей про Османа, у хроніках XV століття, є вигаданими: «найпростіший текстовий аналіз показує, що багато „фактів“, про Османа Газі та його послідовників насправді фікція». Біографія навіть отця Османа, Ертогрула, легендарна. Він не згадується в жодному сучасному йому джерелі. Єдиним речовим доказом існування Ертогрула як історичної особи є дві монети із написами Осман б. Ертогрул б. Гюндюз Альп та Осман б. Ертогрул, які зберігаються в колекціях музею Топкапи.
Тюрбе Ертогрула, попри всі перебудови, схоже на будівництво XIII століття. Поруч із похованням Ертогрула в Сегюті є поховання, яке не датоване і приписується «дружині Ертогрула, Халіме». Місце поховання Халіме Хатун, яке було додано наприкінці 19 століття султаном Абдул Гамідом II, розташоване в саду, поблизу могили Ертугрула Газі в Сегюті. За словами історика Джемаля Кафадара, «відновлення» та «перебудова» цієї гробниці султаном у 19 столітті, назва якої додана пізніше, були політично вмотивовані.

## Діти
У неї було три сини:
- Сару Бату Савчі Бей (1249—1287),
- Гюндюз Альп (1245?-1299)
- Осман Газі (1258—1326).

## Гробниця Геваш
Тюрбе (гробниця) була побудована для Халіме Хатун у Геваші в 1358 році. Кажуть, що ця Халіме була донькою сельджуцького правителя Меліка Ізеддіна і, можливо, членом династії Кара-Коюнлу.

## У масовій культурі
Есра Білгіч з'явилася в ролі Халіме Хатун у турецькому серіалі «Відродження: Ертугрул» (Diriliş: Ertuğrul). У цій історії вона принцеса сельджуків.